# Trigonocidaridae
De Trigonocidaridae zijn een familie van zee-egels (Echinoidea) uit de orde Camarodonta.

## Geslachten
- Asterechinus Mortensen, 1942
- Cryptechinus Philip, 1969 †
- Desmechinus H.L. Clark, 1923
- Genocidaris A. Agassiz, 1869
- Goniosigma Fell, 1964 †
- Hypsiechinus Mortensen, 1903
- Javanechinus Jeannet, 1935 †
- Leptopleurus Lambert & Thiéry, 1914 †
- Monilechinus Pereira, 2010 †
- Ortholophus Duncan, 1887 †
- Prionechinus A. Agassiz, 1879
- Scolechinus Lambert, 1925 †
- Trigonocidaris A. Agassiz, 1869